# Pôle universitaire Euclide
Pour les articles homonymes, voir Euclide (homonymie).
Le Pôle universitaire Euclide (EUCLIDE) est une organisation internationale formée en 2008 et dont le traité, publié par les Nations unies en 2010, comporte une charte universitaire. EUCLIDE, dont le nom anglais est « Euclid University » a son siège à Bangui, en Centrafrique et à Banjul en Gambie.

## États membres
- Burundi
- Centrafrique
- Union des Comores
- Érythrée
- Gambie
- Ouganda
- Sénégal
- Saint Vincent et les Grenadines
- Sierra Léone
- Timor Oriental
- Vanuatu

## Histoire
En tant qu'institution autonome, EUCLIDE est le résultat de l'adoption par les États participants des programmes développés par le « Pôle d’Extension Universitaire Euclide » qui est un  consortium d'universités (dirigé par les universités de Bangui et de N’Djamena) établi en 2005. Le recteur de l'université de Bangui, Faustin Touadéra, est ensuite devenu Premier ministre et a signé la Convention EUCLIDE pour son pays en 2010.

## Organisation
EUCLIDE a un Secrétaire général, Syed Zahid Ali. Les instituts spécialisés d’EUCLIDE sont : l'Organisation internationale pour le développement durable (IOSD), le Centre écologique sur la désertification et de reboisement, l’Institut universitaire « EuroState » et l'Institut international pour la diplomatie interreligieuse.

## Programmes
- Master 2 en Diplomatie
- Master 2 en Développement durable
- Master 2 en Droit international
- Master 2 en études sur l'énergie
- Master 2 en Finance islamique
- Doctorat spécialisés

Il s'agit de formations offertes en formation ouverte à distance (FOAD).

## Affiliations et partenariats
- Association des universités africaines [2]

EUCLIDE est également un partenaire d’autres organisations internationales dont la CEDEAO (Communauté Économique des États  d'Afrique de l’Ouest), la CICI (Chambre Islamique de Commerce et d’Industrie, une institution de l'Organisation de la Conférence Islamique) et le CAFRAD (Centre Africain de Formation de Recherche pour le Développement). Dans le cadre d'une initiative conjointe avec la CICI approuvée en 2009, EUCLIDE offre maintenant un Master 2 en finance islamique.